# Wybory parlamentarne na Słowacji w 2010 roku
Wybory parlamentarne na Słowacji w 2010 roku (słow. Voľby do Národnej rady Slovenskej republiky v roku 2010) odbyły się 12 czerwca 2010. Zostały ogłoszone 1 lutego 2010 przez przewodniczącego Rady Narodowej w związku z upływem jej czteroletniej kadencji w czerwcu 2010. W wyniku wyborów został wyłoniony nowy skład Rady Narodowej. Termin zgłaszania list partyjnych w Centralnej Komisji Wyborczej minął 14 marca. Ostatecznie zarejestrowaniu uległo 18 komitetów.
Komitety
- AZEN – Sojusz na rzecz Europy Narodów (słow. AZEN – Aliancia za Európu národov)
- Europejska Partia Demokratyczna (Európska demokratická strana, EDS)
- Komunistyczna Partia Słowacji
- Ruch Chrześcijańsko-Demokratyczny
- Partia Ludowa – Ruch na rzecz Demokratycznej Słowacji
- Partia Ludowa – Nasza Słowacja (Ľudová strana – Naše Slovensko, LS-NS)
- Most-Híd
- Nowa Demokracja (Nová demokracia, ND)
- Paliho Kapurková, Wesoła Partia Polityczna (Paliho Kapurková, veselá politická strana)
- Wolność i Solidarność
- Słowacka Unia Chrześcijańska i Demokratyczna – Partia Demokratyczna
- Słowacka Partia Narodowa
- Kierunek – Socjalna Demokracja
- Partia Lewicy Demokratycznej
- Partia Węgierskiej Koalicji
- Partia Koalicji Romskiej (Strana rómskej koalície, SRK)
- Unia – Partia dla Słowacji (Únia – Strana pre Slovensko)
- Zrzeszenie Robotników Słowacji[3]

## Oficjalne wyniki
| ←Wybory Parlamentarne 2010 na Słowacji → |         |       |            |
| Partia | Głosy   | %     | Deputowani |
| Kierunek – Socjalna Demokracja (SMER – sociálna demokracia) (SMER)                                                                             | 880 111 | 34,79 | 62         |
| Słowacka Unia Chrześcijańska i Demokratyczna – Partia Demokratyczna (Slovenská demokratická a kresťanská únia – Demokratická strana) (SDKÚ-DS) | 390 042 | 15,42 | 28         |
| Wolność i Solidarność (Sloboda a Solidarita) (SaS)                                                                                             | 307 287 | 12,14 | 22         |
| Chrześcijański Ruch Demokratyczny (Kresťanskodemokratické hnutie) (KDH)                                                                        | 215 755 | 8,52  | 15         |
| Most-Híd (słow.: Most, węg.: Híd) | 205 538 | 8,12  | 14         |
| Słowacka Partia Narodowa (Slovenská národná strana) (SNS)                                                                                      | 128 490 | 5,07  | 9          |
| Partia Węgierskiej Koalicji (słow.: Strana maďarskej koalície, węg.: Magyar Koalíció Pártja) (SMK)                                             | 109 638 | 4,33  | 0          |
| Partia Ludowa – Ruch na rzecz Demokratycznej Słowacji (Ľudová strana – Hnutie za demokratické Slovensko) (HZDS-LS)                             | 109 480 | 4,32  | 0          |
| Partia Demokratycznej Lewicy (Strana demokratickej ľavice) (SDL)                                                                               | 61 137  | 2,41  | 0          |
| Partia Ludowa – Nasza Słowacja (Ľudová strana – Naše Slovensko) (LS-NS)                                                                        | 33 724  | 1,33  | 0          |
| Komunistyczna Partia Słowacji (Komunistická strana Slovenska) (KSS)                                                                            | 21 104  | 0,83  | 0          |
| Unia – Partia dla Słowacji (Únia – Strana pre Slovensko)                                                                                       | 17 741  | 0,70  | 0          |
| Paliho Kapurková, Wesoła Partia Polityczna (Paliho Kapurková, veselá politická strana)                                                         | 14 576  | 0,57  | 0          |
| Europejska Partia Demokratyczna (Európska demokratická strana) (EDS)                                                                           | 10 332  | 0,40  | 0          |
| Nowa Demokracja (Nová demokracia) (ND) | 7 962   | 0,31  | 0          |
| Partia Koalicji Romskiej (Strana rómskej koalície) (SRK)                                                                                       | 6 947   | 0,27  | 0          |
| Zrzeszenie Robotników Słowacji (Združenie robotníkov Slovenska) (ZRS)                                                                          | 6 196   | 0,24  | 0          |

Frekwencja: 58,83%